# Балтачево (Агрызский район)
Балта́чево (тат. Балтач) — село в Агрызском районе Республики Татарстан. Входит в состав Кичкетанского сельского поселения.

## Население
| 1859 | 1887 | 1920 | 1926 | 1938 | 1949 | 1958 | 1970 | 1989 | 2002 | 2010 | 2015 |
| ---- | ---- | ---- | ---- | ---- | ---- | ---- | ---- | ---- | ---- | ---- | ---- |
| 564  | 344  | 593  | 795  | 776  | 634  | 531  | 458  | 82   | 59   | 21   | 11   |

Национальный состав
По первой ревизии 1722-1723 годов в деревне проживали ясачные татары.
Согласно результатам переписи 2002 года, в национальной структуре населения татары составляли 63 %, удмурты — 29 %.

## Инфраструктура
В селе две улицы — Ленина и Октябрьская.